# Liste der Baudenkmäler in Bad Kohlgrub

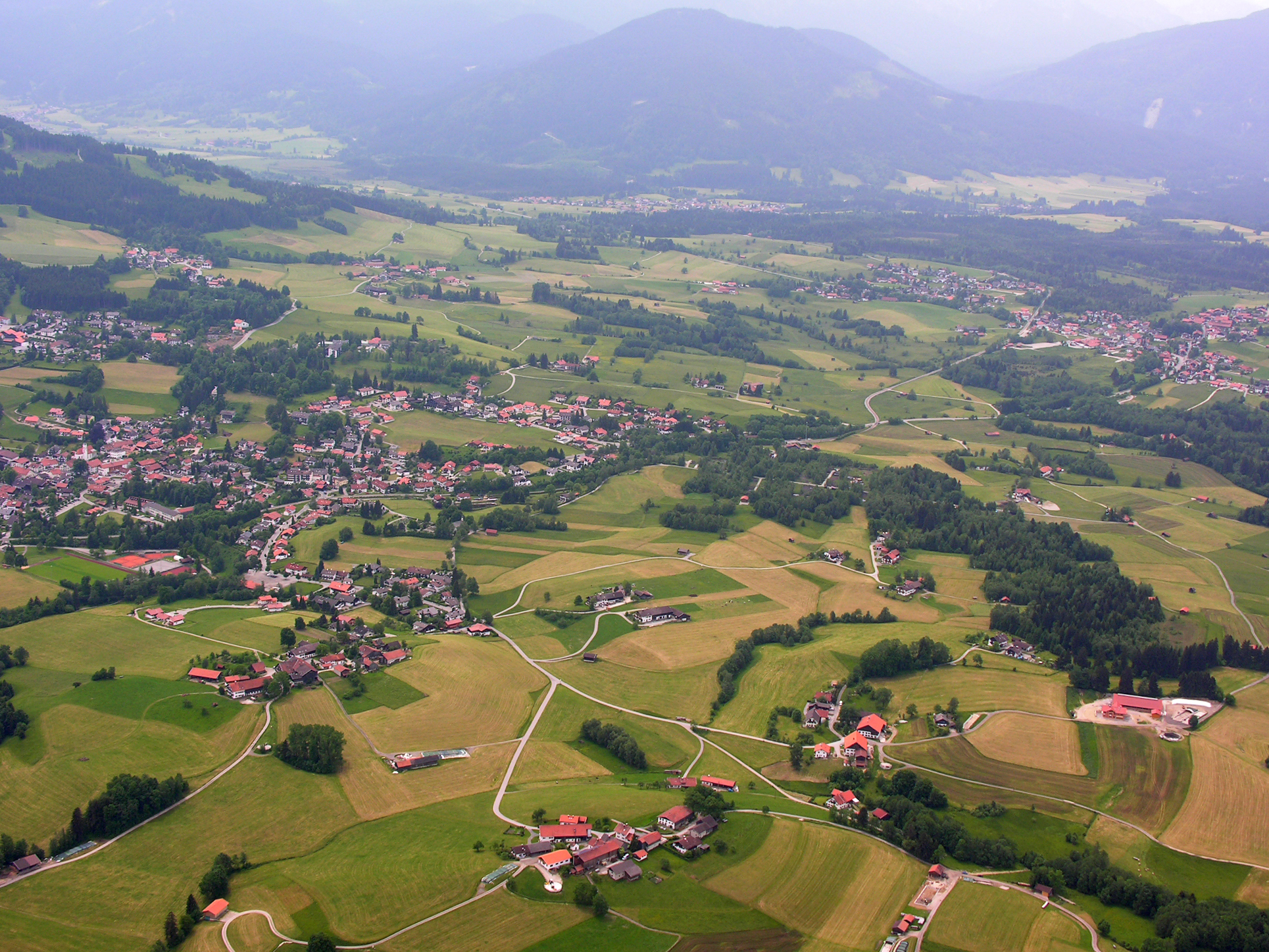
Blick auf die Landschaft um Bad Kohlgrub

Auf dieser Seite sind die Baudenkmäler in der oberbayerischen Gemeinde Bad Kohlgrub zusammengestellt. Diese Tabelle ist eine Teilliste der Liste der Baudenkmäler in Bayern. Grundlage ist die Bayerische Denkmalliste, die auf Basis des Bayerischen Denkmalschutzgesetzes vom 1. Oktober 1973 erstmals erstellt wurde und seither durch das Bayerische Landesamt für Denkmalpflege geführt wird. Die folgenden Angaben ersetzen nicht die rechtsverbindliche Auskunft der Denkmalschutzbehörde.

## Baudenkmäler nach Ortsteilen

### Bad Kohlgrub
| Lage                                  | Objekt                    | Beschreibung | Akten-Nr.              | Bild                    |
| ------------------------------------- | ------------------------- | --- | ---------------------- | ----------------------- |
| Brändfeld, Nähe Mühlstraße (Standort) | Kapelle                   | Kleiner offener Satteldachbau mit Putzgliederung, 18. Jahrhundert | D-1-80-112-14 Wikidata | Kapelle                 |
| Hauptstraße 17 (Standort)             | Gasthof Schwarzer Adler   | Zweigeschossiger traufständiger Satteldachbau mit Rundbogentor, zweites Viertel 19. Jahrhundert | D-1-80-112-4 Wikidata  | Gasthof Schwarzer Adler |
| Hauptstraße 21 (Standort)             | Pfarrhaus                 | Zweigeschossiger Walmdachbau mit Putzgliederung, im Kern 18. Jahrhundert, 1808 und zweite Hälfte 20. Jahrhundert erneuert | D-1-80-112-5 Wikidata  | weitere Bilder          |
| Hauptstraße 25 (Standort)             | Einfirsthof               | Zweigeschossiger giebelständiger Satteldachbau mit durchfenstertem Kniestock, teilweise verputzten Blockbauteilen, um 1800, Fassadenmalerei modern | D-1-80-112-49 Wikidata | weitere Bilder          |
| Hauptstraße 28 (Standort)             | Einfirsthof               | Zweigeschossiger giebelständiger Flachsatteldachbau mit Hochlaube am Zierbund und Fassadenmalerei, im Kern bezeichnet „1755“, Dach und Zierbund erneuert | D-1-80-112-6 Wikidata  | Einfirsthof             |
| Lüßweg 1 (Standort)                   | Ehemaliges Bauernhaus     | Zweigeschossiger Flachsatteldachbau mit Kniestock, traufseitiger Laube, bemaltem Zierbund, Hausfigur und barocker Fassadenmalerei, 1770, Fresken von Franz Seraph Zwinck bezeichnet „1791“. Früher privates Heimatmuseum.                                                                                   | D-1-80-112-7 Wikidata  | Ehemaliges Bauernhaus   |
| Mühlstraße 42 (Standort)              | Ehemaliger Getreidekasten | Ursprünglich erdgeschossiger Blockbau, frühes 17. Jahrhundert, 1962 aus Echelsbach/Gemeinde Bad Bayersoien übernommen, 1993/94 über Garagenbau mit Legschindeldach wiedererrichtet | D-1-80-112-46 Wikidata | BW                      |
| Nähe St.-Rochus-Straße (Standort)     | St. Rochus                | Römisch-katholische Filialkirche, barocker Saalbau mit Zwiebel-Dachreiter, 1633, 1733 Inneres erneuert; mit Ausstattung | D-1-80-112-3 Wikidata  | weitere Bilder          |
| Nähe Steigrainer Straße (Standort)    | Sühnekreuz                | Sandsteinernes Malteserkreuz, nach 1467, mit neuem Sockel 1987 östlich der Straße nach Steigrain aufgestellt | D-1-80-112-47 Wikidata | Sühnekreuz              |
| Prentstraße 4 (Standort)              | Bauernhaus                | Zweigeschossiger giebelgeteilter Mittertennbau mit Flachsatteldach, verputzten Blockwänden und Hochlaube am einfachen Zierbund, von 1632 (dendrochronologisch datiert), traufseitige Stallerweiterung um 1900                                                                                               | D-1-80-112-8 Wikidata  | Bauernhaus              |
| Prentstraße 7 (Standort)              | Ehemaliges Bauernhaus     | Zweigeschossiger traufständiger Flachsatteldachbau mit Zierbund und aufgedoppelter Haustür, Ende 18. Jahrhundert | D-1-80-112-9 Wikidata  | Ehemaliges Bauernhaus   |
| Schmiedgasse 1 (Standort)             | Wandbild                  | Giebelseitiges Fresko, um 1800 | D-1-80-112-13 Wikidata | Wandbild                |
| St.-Martin-Straße 1 (Standort)        | St. Martin                | Römisch-katholische Pfarrkirche, barocker Saalraum mit eingezogenem Chor und Nordturm, Turmunterbau und Chor wohl Mitte 14. Jahrhundert, sonst Neubau 1722–29; mit Ausstattung Aussegnungshalle, erdgeschossiger Walmdachbau, 1880 Friedhofsmauer, teilweise verputzte Natursteinmauer, 18./19. Jahrhundert | D-1-80-112-1 Wikidata  | weitere Bilder          |
| St.-Martin-Straße 8 (Standort)        | Ehemaliges Schulhaus      | Dreigeschossiger Walmdachbau, 1825, aufgestockt 1876 | D-1-80-112-10 Wikidata | Ehemaliges Schulhaus    |
| St.-Rochus-Straße 1 (Standort)        | Bauernhaus                | Zweigeschossiger Satteldachbau mit hohem Bundwerk-Kniestock und Riegelausfachung im Giebel, im Kern 18. und Mitte 19. Jahrhundert | D-1-80-112-12 Wikidata | Bauernhaus              |

### Großenast
| Lage                     | Objekt             | Beschreibung | Akten-Nr.              | Bild           |
| ------------------------ | ------------------ | --- | ---------------------- | -------------- |
| Großenast 101 (Standort) | Kleinbauernhaus    | Zweigeschossiger Flachsatteldachbau mit teilweise offener Blockwand und traufseitiger Mitteltenne, 17./18. Jahrhundert, Dach, Zierbund und Hochlaube modern | D-1-80-112-16 Wikidata | BW             |
| Großenast 103 (Standort) | Getreidekasten     | Erdgeschossiger Blockbau, 17. Jahrhundert, Überbau modern                                                                                                   | D-1-80-112-17 Wikidata | BW             |
| In Großenast (Standort)  | Kapelle St. Ursula | Einfacher Saalbau mit Dachreiter, 1864 über älterem Kern erneuert; mit Ausstattung                                                                          | D-1-80-112-15 Wikidata | weitere Bilder |

### Grub
| Lage                | Objekt                       | Beschreibung                                                                                        | Akten-Nr.              | Bild           |
| ------------------- | ---------------------------- | --------------------------------------------------------------------------------------------------- | ---------------------- | -------------- |
| Grub 129 (Standort) | Bauernhaus                   | Zweigeschossiger verputzter Blockbau mit Preisdach, Laube und Giebelstall, Kern 17./18. Jahrhundert | D-1-80-112-19 Wikidata | BW             |
| In Grub (Standort)  | Kapelle St. Johannes Baptist | Satteldachbau mit Dachreiter, bezeichnet „1878“ mit älterm Kern 1796; mit Ausstattung               | D-1-80-112-18 Wikidata | weitere Bilder |

### Hinterkehr
| Lage                      | Objekt     | Beschreibung | Akten-Nr.              | Bild |
| ------------------------- | ---------- | --- | ---------------------- | ---- |
| Hinterkehr 151 (Standort) | Bauernhaus | Zweigeschossiger Satteldachbau mit Laube am Bundwerk-Kniestock, reichem Zierbund und Bundwerk am Wirtschaftsteil, bezeichnet „1789“ Dacherhöhung und Traufbundwerk 19. Jahrhundert | D-1-80-112-22 Wikidata | BW   |

### Kraggenau
| Lage                    | Objekt                 | Beschreibung | Akten-Nr.              | Bild                  |
| ----------------------- | ---------------------- | --- | ---------------------- | --------------------- |
| Kraggenau 85 (Standort) | Ehemaliges Bauernhaus  | Zweigeschossiger Flachsatteldachbau mit Hochlaube am Zierbund und traufseitiger Hochtenne, Anfang 19. Jahrhundert | D-1-80-112-24 Wikidata | Ehemaliges Bauernhaus |
| Kraggenau 87 (Standort) | Bauernhaus             | Zweigeschossiger Flachsatteldachbau mit Zierbund, Anfang 19. Jahrhundert                                          | D-1-80-112-25 Wikidata | Bauernhaus            |
| In Kraggenau (Standort) | Kapelle Heiliges Kreuz | Satteldachbau mit Zwiebel-Dachreiter, 17./18. Jahrhundert; mit Ausstattung                                        | D-1-80-112-23 Wikidata | weitere Bilder        |

### Linden
| Lage                    | Objekt       | Beschreibung | Akten-Nr.             | Bild           |
| ----------------------- | ------------ | --- | --------------------- | -------------- |
| Badstraße 32 (Standort) | Pauluskirche | Evangelisch-lutherische Pfarrkirche, historisierender Saalraum mit offenem Dachstuhl, eingezogenem Chor und nördlichem Sattelturm, von German Bestelmeyer, 1934 | D-1-80-112-2 Wikidata | weitere Bilder |

### Sprittelsberg
| Lage                         | Objekt        | Beschreibung | Akten-Nr.              | Bild           |
| ---------------------------- | ------------- | --- | ---------------------- | -------------- |
| Sprittelsberg 124 (Standort) | Bauernhaus    | Zweigeschossiger langgestreckter Flachsatteldachbau mit Kniestock, Hochlaube und Fassadenmalerei, um 1800, Hausspruch bezeichnet „1848“ | D-1-80-112-30 Wikidata | BW             |
| In Sprittelsberg (Standort)  | Marienkapelle | Holzbau von 1785; mit Ausstattung | D-1-80-112-29 Wikidata | weitere Bilder |

### Steigrain
| Lage                      | Objekt                                 | Beschreibung | Akten-Nr.              | Bild                   |
| ------------------------- | -------------------------------------- | --- | ---------------------- | ---------------------- |
| Leite (Standort)          | Hofkapelle                             | Satteldachbau, 1909; mit Ausstattung | D-1-80-112-34 Wikidata | BW                     |
| Nähe Hairerweg (Standort) | Kapelle Heiliges Kreuz                 | Satteldachbau mit Dachreiter, 1955 an Stelle eines älteren Vorgängers; mit Ausstattung                                                                                  | D-1-80-112-32 Wikidata | Kapelle Heiliges Kreuz |
| Steigrain 111 (Standort)  | Einfirsthof                            | Zweigeschossiger Flachsatteldachbau mit giebelseitiger Hochtenne, Zierbund, Traufbundwerk und Tennkasten, zweite Hälfte 18. Jahrhundert, Getreidekasten 17. Jahrhundert | D-1-80-112-33 Wikidata | BW                     |
| Steigrain 120 (Standort)  | Ehemaliges Kleinbauernhaus             | Zweigeschossiger Flachsatteldachbau mit verbrettertem Giebelfeld, Bundwerk über der Giebeltenne und Fassadenmalerei, Ende 18. Jahrhundert                               | D-1-80-112-36 Wikidata | BW                     |
| Steigrain 121 (Standort)  | Wohnteil eines ehemaligen Bauernhauses | Zweigeschossiger Flachsatteldachbau mit Bundwerk-Kniestock und Zierbund, Ende 18. Jahrhundert                                                                           | D-1-80-112-37 Wikidata | BW                     |

### Vorderkehr
| Lage                      | Objekt     | Beschreibung | Akten-Nr.              | Bild |
| ------------------------- | ---------- | --- | ---------------------- | ---- |
| Vorderkehr 147 (Standort) | Bauernhaus | Zweigeschossiger Flachsatteldachbau mit Zierbund, erste Hälfte 18. Jahrhundert Getreidekasten, zweigeschossiger Blockbau, Erdgeschoss bezeichnet „1570“, Obergeschoss zweite Hälfte 17. Jahrhundert, Überbau später | D-1-80-112-40 Wikidata | BW   |
| Vorderkehr 142 (Standort) | Kapelle    | Satteldachbau mit Dachreiter, wohl Anfang 19. Jahrhundert; mit Ausstattung | D-1-80-112-39 Wikidata | BW   |

### Wäldle
| Lage                      | Objekt         | Beschreibung | Akten-Nr.              | Bild |
| ------------------------- | -------------- | --- | ---------------------- | ---- |
| Wäldle 134/136 (Standort) | Bildstock      | Steinpfeiler mit sechs Reliefs, 1647 | D-1-80-112-48 Wikidata | BW   |
| Wäldle 136 (Standort)     | Getreidekasten | Erdgeschossiger Blockbau, bezeichnet „1731“, Überbau modern                                                                                   | D-1-80-112-41 Wikidata | BW   |
| Wäldle 141 (Standort)     | Bauernhaus     | Zweigeschossiger verputzter Blockbau mit Flachsatteldach, Hochlaube am Zierbund, Traufbundwerk und traufseitiger Hochtenne, bezeichnet „1797“ | D-1-80-112-43 Wikidata | BW   |

### Windegg
| Lage                   | Objekt         | Beschreibung | Akten-Nr.              | Bild |
| ---------------------- | -------------- | --- | ---------------------- | ---- |
| Windegg 132 (Standort) | Bauernhaus     | Zweigeschossiger breit gelagerter Flachsatteldachbau mit hölzernem Kniestock, Zierbund und Bundwerkteilen am ehemaligen giebelseitigen Wirtschaftsteil, bezeichnet „1751“ | D-1-80-112-44 Wikidata | BW   |
| In Windegg (Standort)  | Getreidekasten | Obergeschossiger Blockbau, erste Hälfte 17. Jahrhundert, Überbau später                                                                                                   | D-1-80-112-45 Wikidata | BW   |

## Ehemalige Baudenkmäler
| Lage                                         | Objekt                       | Beschreibung | Akten-Nr.                        | Bild                   |
| -------------------------------------------- | ---------------------------- | --- | -------------------------------- | ---------------------- |
| Bad Kohlgrub Hauptstraße 21 (Standort)       | Ehemaliger Pfarrstadel       | Zweite Hälfte 18. Jahrhundert, modern ausgebaut                                                                                               | D-1-80-112-5 zugehörig Wikidata  | Ehemaliger Pfarrstadel |
| Bad Kohlgrub St.-Martin-Straße 12 (Standort) | Ehemaliges Doppelhaus        | mit Giebeltenne, zum Teil verputzter Blockbau des 17./18. Jahrhunderts, erneuertem Zierbund und Bundwerk-Vorbau, erste Hälfte 19. Jahrhundert | D-1-80-112-11 Wikidata           | Ehemaliges Doppelhaus  |
| Grub Grub 131 (Standort)                     | Getreidekasten               | Erdgeschossig in Bundwerkstadel, zweite Hälfte 18. Jahrhundert                                                                                | D-1-80-112-20 Wikidata           | BW                     |
| Grub Bei Grub 131 (Standort)                 | Ehemalige Badstube           | Mit Dörre und Backofen, 18.–19. Jahrhundert, Ständer-Riegelbau                                                                                | D-1-80-112-20 zugehörig Wikidata | BW                     |
| Hinterkehr Hinterkehr 150 (Standort)         | Traufbundwerk                | Anfang 19. Jahrhundert | D-1-80-112-21 Wikidata           | BW                     |
| Hinterkehr Hinterkehr 150 (Standort)         | Erdgeschossiger Doppelkasten | Zweite Hälfte 16. Jahrhundert mit Bundwerk-Überbau, 18./19. Jahrhundert                                                                       | D-1-80-112-21 zugehörig Wikidata | BW                     |
| Kraggenau Kraggenau 90 (Standort)            | Bauernhaus                   | Mit Flachsatteldach und Giebeltenne, 18./19. Jahrhundert                                                                                      | D-1-80-112-26 Wikidata           | BW                     |
| Kraggenau Kraggenau 90 (Standort)            | Stadel                       | Mit Flachsatteldach und Giebeltenne, 18./19. Jahrhundert                                                                                      | D-1-80-112-26 zugehörig Wikidata | BW                     |
| Kraggenau Kraggenau 90 (Standort)            | Getreidekasten               | Erdgeschossig, zweite Hälfte 17. Jahrhundert                                                                                                  | D-1-80-112-26 zugehörig Wikidata | BW                     |
| Kraggenau Kraggenau 90 (Standort)            | Getreidekasten               | Erdgeschossig, zweite Hälfte 16. Jahrhundert, mit altem Überbau, erste Hälfte 19. Jahrhundert                                                 | D-1-80-112-26 zugehörig Wikidata | BW                     |
| Schönau Schönau 99 ()                        | Zierbund                     | Gut erhalten, zweite Hälfte 18. Jahrhundert, aufgedoppelte Haustür, 18. Jahrhundert                                                           | D-1-80-112-27 Wikidata           |                        |
| Sonnen Sonnen 93 (Standort)                  | Traufbundwerk                | An der Südseite, Anfang 19. Jahrhundert | D-1-80-112-28 Wikidata           | BW                     |
| Sprittelsberg Sprittelsberg 125 (Standort)   | Bauernhaus                   | Zweigeschossiger Flachsatteldachbau mit traufseitiger Laube und verbrettertem Giebelfeld, im Kern 18. Jahrhundert                             | D-1-80-112-31 Wikidata           | BW                     |
| Steigrain Steigrain 119 (Standort)           | Kleinhäusl                   | Mit Flachsatteldach, verschalter Blockbau, angeblich von 1635                                                                                 | D-1-80-112-35 Wikidata           | BW                     |
| Steigrain Steigrain 123 (Standort)           | Aufgedoppelte Haustür        | 18./19. Jahrhundert | D-1-80-112-38 Wikidata           | BW                     |
| Wäldle Wäldle 139 (Standort)                 | Ehemaliges Bauernhaus        | Mit Hakenschopf und einfachem Zierbund, angeblich erbaut 1792                                                                                 | D-1-80-112-42 Wikidata           | BW                     |